# Kikwit
Kikwit   este un oraș  în  partea de vest a Republicii Democrate Congo. Este reședința  provinciei  Kwilu.